# Couple de stars
Couple de stars (America's Sweethearts), ou Le Couple chéri au Québec, est un film américain réalisé par Joe Roth, sorti en 2001.

## Synopsis
Pour promouvoir le dernier film de Gwen Harrison (Catherine Zeta-Jones) et Eddie Thomas (John Cusack), le couple vedette de Hollywood sur le point de divorcer, Lee Phillips (Billy Crystal) a pour mission de les réconcilier. Il demande à la sœur de Gwen, Kiki (Julia Roberts), de l'aider dans sa démarche. Il s'avère que Gwen est folle amoureuse de Hector (Hank Azaria), un bellâtre sans intérêt. La jeune femme, narcissique, a donc décidé de divorcer afin de vivre pleinement sa nouvelle relation. Elle n'hésite pas à se servir de sa sœur comme esclave. Kiki, jusque-là jeune femme discrète car éclipsée par Gwen, va aider Eddie à reconquérir sa femme. Mais ce dernier prend conscience que la sœur la plus intéressante des deux n'est pas celle qu'il croyait...

## Fiche technique
- Titre : Couple de stars
- Titre québécois: Le Couple chéri
- Titre original : America's Sweethearts
- Réalisation : Joe Roth
- Scénario : Billy Crystal et Peter Tolan
- Musique : James Newton Howard
- Photographie : Phedon Papamichael
- Montage : Stephen A. Rotter
- Direction artistique : Garreth Stover
- Costumes : Ellen Mirojnick et Jeffrey Kurland
- Production : Billy Crystal, Susan Arnold (en), Donna Arkoff Roth, Charles Newirth (en), Peter Tolan, Allegra Clegg, Bruce A. Block (en) et Samantha Sprecher
- Sociétés de production : Revolution Studios et Face Production
- Pays de production :  États-Unis
- Format : couleurs - 2,35:1 - DTS / Dolby Digital / SDDS - 35 mm
- Genre : comédie
- Durée : 99 minutes
- Classification :
- États-Unis : PG-13 Rated PG-13 for language, some crude and sexual humor.
- France : Tous Publics.
- Date de sortie : France : 31 octobre 2001

## Distribution
- Billy Crystal (V. F. : Lionel Henry) : Lee Phillips
- Julia Roberts (V. F. : Céline Monsarrat) : Kiki Harrison
- John Cusack (V. F. : Bernard Gabay) : Eddie Thomas
- Catherine Zeta-Jones (V. F. : Catherine Hamilty) : Gwen Harrison
- Hank Azaria (V. F. : Jo Camacho) : Hector
- Stanley Tucci (V. F. : Pierre Tessier) : Dave Kingman
- Christopher Walken (V. F. : Bernard Tiphaine) : Hal Weidmann
- Alan Arkin (V. F. : François Dunoyer) : le guide spirituel
- Seth Green (V. F. : Alexandre Gillet) : Danny Wax
- Rainn Wilson (V. F. : Philippe Valmont) : Dave O'Hanlon
- Larry King (V. F. : Georges Claisse) : lui-même
- Byron Allen (en) : lui-même
- Steve Pink (en) (V. F. : Denis Boileau) : le chauffeur de la limousine
- Eric Balfour et Marty Belafsky (en) (V. F. : Philippe Valmont) : les agents de sécurité
- Emma Roberts (non créditée) : la fille au tee-shirt violet

Source et légende : Version française (V. F.) sur AlloDoublage